# Tencent E-commerce Group
Tencent E-commerce Group es una filial de Tencent Holdings, enfocada al comercio electrónico y al sistema de pago online mediante sus plataformas como PaiPai.com y TenPay. Es la segunda empresa más importante del comercio electrónico en China, después de su competidora Alibaba Group.

## Historia
En septiembre de 2005, Tencent lanzó su plataforma PaiPai.com un sitio web de C2C, más tarde en ese mismo año Tencent lanzaría su segunda plataforma TenPay relacionada con el pago online con soporte B2B, B2C y C2C.
A inicios del año 2014, debido a la enorme base de usuarios de Tencent QQ en China, PaiPai.com ha crecido rápidamente en una de las plataformas de C2C más populares  del mismo país.  El 10 de marzo, Tencent adquiere el 15% de las acciones de JD.com Inc. pagando por efectivo y entregando los negocios de PaiPai.com, QQ Wanggou y una participación de Yixun a JD.com, así como también comprando una participación del 20% de las acciones del sitio web de comercio electrónico 58Tongcheng. De acuerdo con este acuerdo, JD.com recibiría acceso exclusivo a las plataformas WeChat y MobileQQ de Tencent. En mayo, JD se convierte en la primera empresa china en ser listada por la NASDAQ.
El 31 de diciembre de 2015, JD anunció que pararían con los servicios de PaiPai.com al no poder lidiar con problemas relacionados con productos falsificados, y había integrado el equipo de Paipai.com dentro de sus otras plataformas de comercio electrónico. En un período de transición de 3 meses, Paipai.com cerrará por completo el 1 de abril de 2016.
JD relanzaría PaiPai.com como PaiPai Second Hand, una página de comercio electrónico de segunda mano, compitiendo contra Zhuanzhuan.com de 58 Tongcheng, donde irónicamente Tencent tiene una participación mínima en la empresa. Pero su mayor competidor es con Xianyu.com de Alibaba Group, otra página de comercio electrónico de segunda mano.
En 2017, Tencent reportó que se encuentra trabajando con el Banco Central Chino para crear una plataforma de  centro de limpieza de pagos de manera online.
El 28 de mayo de 2021, Tencent adquiere Satispay, una empresa italiana enfocada en los pagos móviles por $18,3 millones de dólares, con el propósito de aprovechar el mercado europeo. Tencent brindará un apoyo a Satispay expandiéndose en territorios europeos, iniciando operaciones en Italia, Alemania y Luxemburgo. El 23 de diciembre, Tencent anunció que pagará un dividiendo a sus accionistas con un monto de $16,400 millones de dólares tras recortar su participacíon a la compañía JD.com desde 17% hasta 2,3%, provocando que Tencent deje de ser el principal accionista de la compañía, puesto que pasará a ocupar la compañía estadounidense Walmart.

## Plataformas
- JD.com
- Paipai.com
- TenPay